# Puff, el drac màgic
Puff, el drac màgic o Paf, el drac màgic (en la versió original en anglès Puff, the Magic Dragon) és una cançó folk estatunidenca escrita per Leonard Lipton i Peter Yarrow i popularitzada pel grup Peter, Paul and Mary en un disc publicat el 1963 sota el segell discogràfic Warner Music.
La cançó no va tardar a formar part de la cultura popular estatunidenca i britànica i posteriorment de la d'altres països, amb les seves respectives traduccions. A Catalunya, nombroses interpretacions han contribuït a popularitzar-la molt.

## Lletra
La lletra de Puff, el drac màgic està basada en un poema que Leonard Lipton va escriure l'any 1959, quan tenia 19 anys i estudiava a la Universitat Cornell, als Estats Units. Al seu torn, Lipton va escriure el poema inspirant-se en el text del poeta estatunidenc Ogden Nash titulat Custard the Dragon que tracta sobre un petit drac domesticat. Peter Yarrow, amic i company de la mateixa universitat, va afegir més estrofes al poema i la música. Posteriorment, l'any 1961, Yarrow va unir-se a Paul Stookey i Mary Travers, amb qui formarien el grup Peter, Paul and Mary. El grup va començar a tocar-la en les actuacions que feien en directe l'any 1961, tot i que no van enregistrar-la fins dos anys més tard.
La lletra explica una història agredolça sobre un drac etern, anomenat Puff, i el seu amic Jackie Paper amb qui jugava quan era petit, però a mesura que en Jackie es fa gran, va perdent l'interès per les aventures imaginàries típiques de la infància, deixant en Puff tot sol.
Joan Boix Masramon en va fer la versió catalana que es va enregistrar per primer cop l'any 1967.

## Versions
Amb el pas dels anys, diversos artistes han escrit versions o traduccions de la cançó, entre les quals destaquen:
- En català:
  - Falsterbo 3
  - Grup de Folk
  - Joan Manuel Serrat
  - La Girasol
  - Té Pebrots
  - In Crescendo

- En altres idiomes:
  - Bing Crosby
  - Bonnie "Prince" Billy
  - Broken Social Scene
  - Dolly Parton
  - Gregory Isaacs
  - John Denver
  - Mariko Kōda
  - Marlene Dietrich (cantada i traduïda l'alemany com "Paff, Der Zauberdrachen")
  - Me First and the Gimme Gimmes
  - Patsy Biscoe
  - Paul Shanklin
  - Roger Whittaker
  - Seal
  - Staind live
  - The Chipmunks
  - The Irish Rovers
  - The Kingston Trio
  - The Seekers
  - Tom Chapin